# 圆叶兔尾草
圆叶兔尾草（学名：Uraria aequilobata）为豆科兔尾草属下的一个种。